# Фелинология

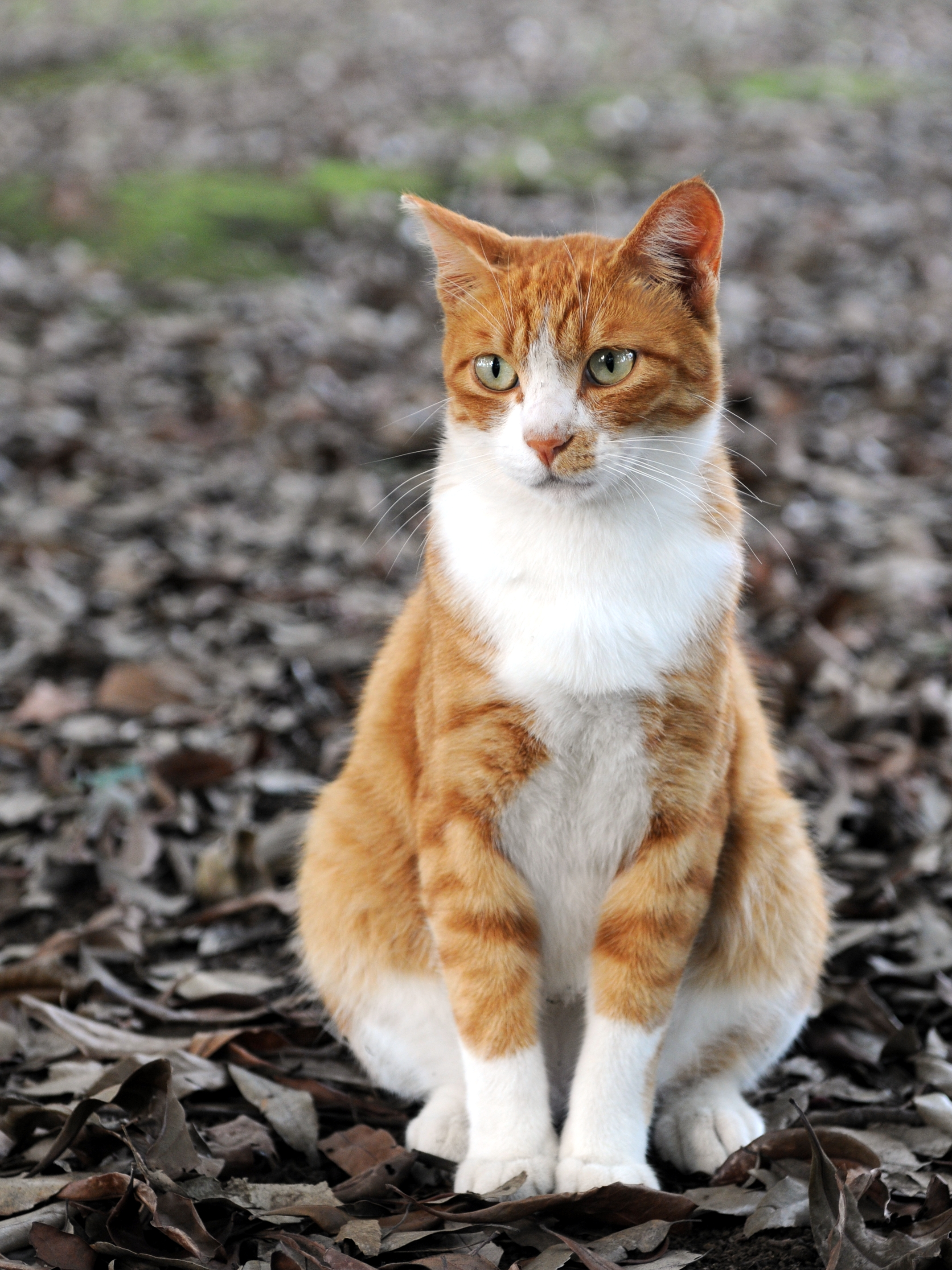
Домашняя кошка

Фелиноло́гия (от лат. felinus — кошачий и др.-греч. λόγος — слово, учение) — раздел зоотехнии, изучающий анатомию и физиологию домашних кошек, а также их породы, особенности их селекции, разведения и содержания. Специалистов, занимающихся фелинологией, называют фелино́логами. Фелинология (как и кинология, иппология и прочие разделы зоотехнии) не является дисциплиной биологической науки.
Специалист-фелинолог не имеет биологического или ветеринарного образования, но может иметь зоотехническое, или сертификат об окончании специализированных курсов и семинаров, которые проводятся различными фелинологическими организациями, в том числе клубами любителей кошек. Профильное зоотехническое образование, соответствующей специализации, сравнительно недавно, стали предлагать сельскохозяйственные ВУЗы России и СНГ. В целом, любитель домашних кошек, который уверенно разбирается в их породах и стандартах, основах ветеринарии (желательно), а также содержании и разведении, может назвать себя фелинологом, т. к. фактически, эта специальность не требует профессиональной квалификации и может рассматриваться как хобби.

## Краткая история фелинологии
13 июля 1871 года Харрисон Уэйр (Harrison Weir) организовал первую специализированную выставку породистых кошек (благодаря чему появились первые стандарты пород кошек). В 1887 году он же зарегистрировал британский клуб любителей кошек «National Cat Club» и стал его президентом. Далее возникали другие клубы, сейчас они объединены в единую британскую организацию любителей кошек — GCCF.

## Всемирные фелинологические организации
Фелинологические организации, ассоциации любителей кошек прежде всего занимаются решением следующих задач:
- разработки и усовершенствования стандартов пород и окрасов кошек;
- установления системы проведения выставок, требований к их организации и клубам;
- установление правил регистрации пород кошек, помётов котят, наименований питомников, деятельности питомников, клубов;
- установления правил обучения экспертов, получающих право регистраций, сравнения и установления оценки качества кошек на выставках;
- контроля за работой питомников и клубов кошек.

Все мировые фелинологические организации можно условно разделить на:
- организации, работающие по европейской системе;
- организации, работающие по американской системе.

Европейская фелинологическая система, как правило, объединяет клубы любителей кошек. Судейство по европейскому рингу, как правило, закрыто. Эксперты находятся в отдельном помещении, зрители и заводчики не допускаются к судейскому столу, на основании экспертизы подписывается отдельный документ — оценочный лист.
Американская фелинологическая система объединяет непосредственно владельцев питомников. Судейство по американскому рингу представляется как шоу, зрелище, доступное в том числе и для посетителей. Оценочный лист иногда вовсе отсутствует. Судья может публично указать на достоинства и недостатки того или иного животного, ориентируясь на соответствующий стандарт породы или окраса.
В настоящий момент в мире существуют следующие крупные фелинологические организации:
- Всемирная федерация кошек (WCF) — World Cat Federation, Всемирная кошачья федерация (всемирная федерация кошек)
- FIFe — Federation International Feline